# テーオーホールディングス
株式会社テーオーホールディングスは北海道函館市に本社を置き、百貨店・ホームセンター・スーパーマーケット・住宅・木材・不動産・自動車ディーラー・消費者金融などをはじめとした多数の事業を展開している持株会社。
道南圏の渡島地方・檜山地方を中心に、北海道各地に事業展開している。また、木材事業・住宅事業を行う株式会社テーオーフォレストは全国に支店がある。

## 沿革
- 1950年（昭和25年）5月 - 小笠原商店創業。
- 1955年（昭和30年）1月 - 株式会社小笠原商店設立。木材部・衣料部（後のデパート部）の2部門体制。
- 1962年（昭和37年）10月 - テーオーデパート本店が開店。
- 1969年（昭和44年）8月 - 帝王緑地住宅株式会社を設立（その後「株式会社テーオーハウス」に社名変更）。
- 1975年（昭和50年）5月 - 株式会社テーオー小笠原に商号変更。
- 1989年（平成元年）6月 - 事業部制を敷く。テーオーハウスが合併して住宅事業部となる。
- 1991年（平成3年）1月 - 株式を店頭公開（現在のJASDAQ）。
- 2012年（平成24年）9月 - 函館日産自動車株式会社を子会社化。
- 2015年（平成27年）4月 - 北見日産自動車株式会社を子会社化。
- 2017年（平成29年）6月 - 持株会社体制に移行し、株式会社テーオーホールディングスに商号変更[1]。会社分割により、木材事業・住宅事業を株式会社テーオーフォレストに、流通事業（百貨店事業）を株式会社テーオーデパートに、流通事業（ホームセンター事業）を株式会社テーオーリテイリングに、介護サービス事業・スポーツクラブ運営事業を株式会社テーオー総合サービスにそれぞれ承継[2][3]。
- 2019年（令和元年）
  - 6月 - 北見三菱自動車販売株式会社を子会社化[4]。
  - 11月 - テーオーフォレストのフローリング事業を会社分割により、株式会社テーオーフローリングに承継させ、同社の株式の50％を大建工業に譲渡[5]。
- 2021年（令和3年）4月 - テーオー総合サービスの事業のうち、ケアサービス事業を新会社「廣辯株式会社（こうべん）」に移管。同時に廣辯の株式をアサヒ調剤薬局株式会社へ譲渡[6]。
- 2022年（令和4年）1月1日 - テーオー総合サービスの事業のうち、スポーツクラブ事業を株式会社オカモトへ譲渡[7]。
  - 同社は函館市海岸町にて「テーオースポーツクラブ」の名称でスポーツクラブを営業していた。2022年1月1日より、オカモトグループのスポーツクラブ「JOYFIT」として営業を開始した[8]。
- 2023年（令和5年）8月31日 - テーオーデパート本店が閉店[9][10]。

## 事業

### 株式会社テーオーフォレスト
木材事業部と住宅事業部の二部門で構成されており、木材事業部は、夕張工場にてフローリング材、北見工場で合板等を生産するほか、海外からフローリング材の輸入販売も手掛けている。また、住宅事業部は「テーオーハウス」のブランドで注文住宅や分譲住宅を展開するほか、マンション販売も手掛けている。
このうち住宅の建設・販売等については、2021年8月31日をもって新規受注を終了、以後は契約・販売済み物件の保守管理のみを行うこととした。
- 本社（函館市）
- 木材事業部
  - 函館支店（函館市）
  - 札幌支店（石狩市）
  - 北見営業所(北見市)
  - 青森営業所（青森県上北郡七戸町）
  - 盛岡支店（岩手県盛岡市）
  - 東京支店（東京都練馬区）
  - 九州支店（福岡県春日市）

- 住宅事業部（テーオーハウス）
  - 函館支店（函館市)

### 株式会社テーオーデパート
テーオーデパート本店（本社、函館市） - 2023年8月31日閉店。
- 函館市梁川町にある。地上6階建て（地下は駐車場になっている）。1962年に開店後、1980年・1989年に増築している。
- 呼称は「テーオー本店」。「本店」と称しているが現在の店舗は1つのみで支店は存在しない。
- デパートと称しているが、業態としてはほぼGMSに近い。なお、日本百貨店協会には非加盟のため、全国百貨店共通商品券は利用不可。
- 2023年1月20日に、2023年8月末をもって閉店することが決定された[9]。

ワールドインポートブティックEX
- 輸入ブランド品を取り扱う小売店。
- 2023年9月現在、営業店舗は「イオン苫小牧店」の1店舗のみ。
  - テーオーデパート（上記）内にて「テーオー本店」を営業していたものの、テーオーデパートの閉店に伴い同店も閉店した。また「イオン札幌発寒店」も営業していたものの2023年2月13日をもって閉店した[13]。
  - かつては「イオンモール旭川駅前店」および「アリオ市原店」も営業していた[14]。

家具の菱乃実(かぐのひしのみ)
- 家具やインテリアの販売店。前身である「王冠家具マート」は1967年11月に開店。
- 店舗は函館市千歳町に設けている。
  - かつてはテーオーデパート内に店舗を設けていたものの、テーオーデパートの閉店に伴い2023年9月1日に移転した[15]。
  - さらに以前は、函館市北部の石川町に店舗を設けていた[16]。閉店後、建物は取り壊され、隣接地にある函館整形外科クリニック[17]が2017年に同所に建物を増築した[18]。

ドコモショップ
- 函館本通店・江差店・七飯店を運営。
- テーオーデパート ドコモショップ事業内容を参照。

消費者金融事業
- セブン銀行及び北海道内に提携ATMがある。返済は口座引き落としかテーオー本店への持参でのみ行う。なお、融資条件は、テーオーカード（クレジットカード）の会員であることが条件。

### 株式会社テーオーリテイリング

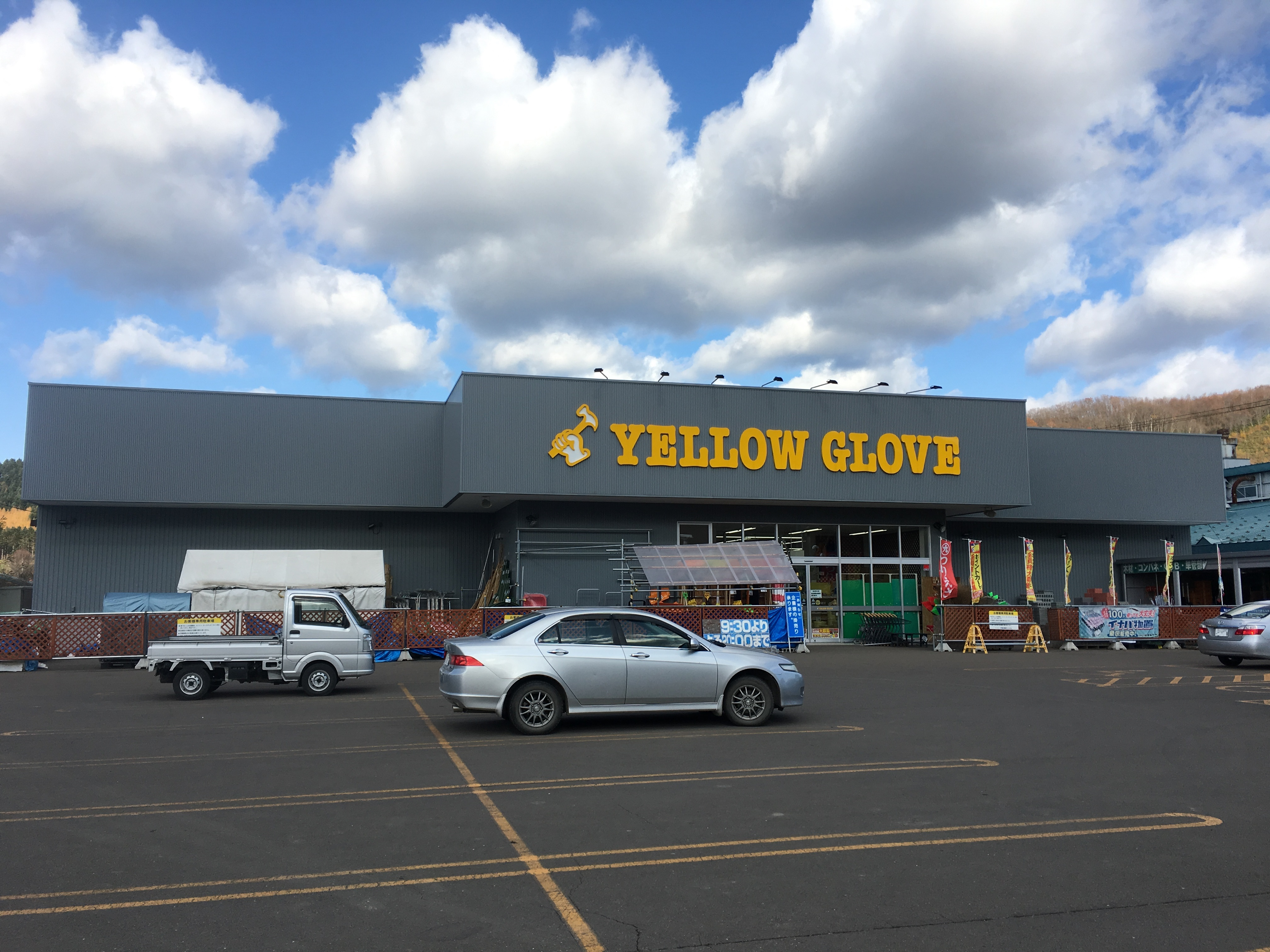
イエローグローブ佐呂間店

独立系のチェーンストアであったが、2021年7月15日にホームセンター大手のDCMと資本業務提携を締結することが発表された。
- 本社（函館市）

イエローグローブ（ホームセンター）
- 「ジャンボイエロー」（港店・金堀店・亀田店）「イエローグローブ」（その他の店舗）として展開。第1号店は1982年11月に開店した港北大前店[20]。

テーオーストア（食料品主体のスーパーマーケット）
- 「テーオーストア」「テーオーストア100円ショップ」として展開している。第1号店は1990年6月に開店した大森店。
- テーオーデパート本店1Fに「食鮮館」があったが2017年5月に閉店し、同スペースに「生鮮げんき市場 梁川店」（函館市に本社を置くスーパーマーケットチェーン「魚長」が運営）が入居した。

### その他グループ企業
- テーオー総合サービス
  - 保険代理店、オフィス用品の販売・リース、駐車場の運営などを行う。
- fika
  - TSUTAYAのフランチャイズ運営を行う。
  - 2021年1月現在、運営店舗は札幌菊水店（札幌市）の1店舗のみ。
    - かつては苫小牧三光店（苫小牧市）も運営していたものの、2021年1月11日をもって閉店した[21]。
- 函館日産自動車
- 北見日産自動車
- 小泉建設
- T.O. FOREST PRODUCTS, INC.（アメリカニューヨーク州）

### 十勝毎日新聞社との合弁企業
- テーオー印刷
- 函館新聞社

## その他
- かつては、テーオーデパート前を函館市電宮前線が走っており（1993年4月1日廃止）、「西武テーオー前」という電停があった。
- かつて運営していたテーオースポーツクラブは世界70カ国以上で展開されているレスミルズプログラム（英: Les Mills Programs)を導入しているスポーツクラブであった。